# Hereroa teretifolia
Hereroa teretifolia är en isörtsväxtart som beskrevs av L. Bol. Hereroa teretifolia ingår i släktet Hereroa och familjen isörtsväxter. Inga underarter finns listade i Catalogue of Life.